# Margot Munkbo
Margot Linnéa Harriet Munkbo, född 27 mars 1932 i Vänersborg, Älvsborgs län, död 2 mars 1988 i Dals Rostock, Gunnarsnäs församling, Älvsborgs län, var en svensk keramiker.
Munkbo studerade vid Konstfackskolan i Stockholm och Craft Centre of Great Britain i London. Hon medverkade i ett trettiotal jurybedömda utställningar  samt samlingsutställningar i Trollhättan, Åmål, Vänersborg, Göteborg och Stockholm. Bland hennes offentliga arbeten märks en utsmyckning i Mellerud. Munkbo är representerad i Vänersborgs kommun, Borås kommun, Trollhättans kommun och Melleruds kommun.